# Nowe Miasto nad Pilicą
Nowe Miasto nad Pilicą (in tedesco Neumark an der Pilitza) è un comune urbano-rurale polacco del distretto di Grójec, nel voivodato della Masovia.
Ricopre una superficie di 158,47 km² e nel 2004 contava 8 381 abitanti.

## Amministrazione

### Gemellaggi
Nowe Miasto è membro del gemellaggio internazionale "Neustadt in Europa", che riunisce 36 città e comuni che portano nel nome la dicitura Neustadt ("città nuova").